# Шеншины
Шеншины — древний дворянский род.
При подаче документов (1686) для внесения рода в Бархатную книгу, была предоставлена родословная роспись Шеншиных.
Род записан в VI часть родословных книг: Тульской, Тамбовской, Орловской, С.-Петербургской и Воронежской губерний.

## Происхождение и история рода
Происходит от Самойло Шеншина, жившего в конце XV-начале XVI веков. Григорий Иванович Шеншин — 3-й воевода 8-го полка правой руки войск в Казанском походе (1544). Артемий Васильевич — 2-й голова в Белёве (1616). Мценский городовой дворянин (1627-1629) Андрей Артемьевич был на службе под Смоленском (1634), голова в Большом полку в Белгороде (1646). Фёдор Григорьевич Шеншин погиб под Смоленском (1634). Представители рода жалованы поместьями (1654).

## Описание герба
Щит, разделённый перпендикулярно на две части, имеет правое поле голубое, а левое серебряное, в них изображён Единорог переменных с полями цветов (изм. польский герб Боньча). Щит увенчан обыкновенным дворянским шлемом с дворянской на нём короной. с тремя страусовыми перьями.
Намёт на щите голубой, подложенный серебром.  Девиз: «DUCTORE DEO RECTA AD METAM» (лат. «Ведомые Богом прямо к цели»). Подобный девиз зафиксирован и на экслибрисе Павла Петровича Шеншина, жившего в 1-й половине XIX века. Герб внесён в Часть 1 Общего гербовника дворянских родов Всероссийской империи, стр. 79.

## Известные представители
- Шеншин Тимофей Григорьевич — мценский городовой дворянин (1629).
- Шеншин Григорий Леонтьевич — участник Русско-польской войны (1654—1656), московский дворянин (1668).
- Шеншин Даниил Романович — стольник (1682—1692), завоеводчик в Азовском походе (1696), ландрат Киевской губернии (с 1714).
- Шеншины: Потап Филимонович, Прохор Корнилович, Никифор Тимофеевич, Афанасий Фёдорович — московские дворяне (1681—1692).
- Шеншины: Иуда Ермолаевич, Андрей Никифорович — стряпчие (1682—1692).
- Шеншины: Михаил Григорьевич, Григорий Тимофеевич, Трофим, Леонтий и Афанасий Семёновичи, Андрей Потапович — стольники (1696).
- Шеншин Дмитрий — капитан 1-й лёгкой полевой команды, погиб в битве при речке Пролейка (18 августа 1774).
- Шеншин Алексей Николаевич — погиб под Браиловым (1809).
- Шеншин, Василий Никанорович (1784—1831) — российский командир эпохи наполеоновских войн, генерал-лейтенант, генерал-адъютант.
- Шеншин Николай Николаевич — убит на дуэли (1813).
- Афанасий Афанасьевич — (г/р 1820) (Фет, известный поэт)[2][3].